# Confessions of a Teenage Drama Queen
Confessions of a Teenage Drama Queen é um filme adolescente do gênero comédia de 2004, produzido pelo Walt Disney Pictures. Foi dirigido por Sara Sugarman e estrelado por Lindsay Lohan, Alison Pill, Megan Fox e Adam Garcia. 
Foi lançado nos Estados Unidos em 20 de fevereiro de 2004, alcançando o segundo lugar nas bilheterias.

## Enredo
Mary Elizabeth "Lola Stepp" Cep (Lindsay Lohan) é uma menina de 15 anos de idade que cresceu em Nova York e quer desesperadamente ser uma famosa atriz da Broadway. Muito de seus “dramas” começam quando sua família se muda para os subúrbios de Dellwood em New Jersey. Lola é muito confiante e no início do filme, diz ao público: "Uma lenda está prestes a nascer. Essa lenda sou eu." Na nova escola, Lola faz amizade com uma menina impopular Ella Gerard (Alison Pill), que compartilha seu amor pela banda de rock Sidarthur, a qual Lola idolatra o vocalista da banda Stu Wolff (Adam Garcia). Ela também conhece Sam, um menino bonito que simpatiza com ela, e vira inimiga de Carla Santini (Megan Fox), a garota mais popular da escola. Quando Lola faz audições para a peça da escola que se trata de uma versão musical modernizada de “Pigmalião”  que é chamada de "A Eliza é 10 (Eliza Rocks)" e é escolhida em detrimento de Carla para atuar no papel principal como Eliza, Carla sente inveja, prometendo tornar a vida de Lola miserável. Lola também vence Carla em um jogo de dança em um arcade onde Carla revela que ela tem bilhetes para o concerto de despedida de Sidarthur, que recentemente decidiu encerrar as atividades. Lola por se sentir derrotada afirma falsamente para Carla que Ella e ela tem bilhetes também. Ela perde sua chance de comprar bilhetes e roupas novas quando sua mãe tira sua mesada, e a venda de bilhetes para o concerto esgota no tempo que ela convence Ella a pagar por eles. Lola explica que elas podem comprar bilhetes a partir de um cambista e faz Sam "roubar" o vestido da Eliza para usar no concerto.
Na noite do concerto, Lola e Ella pegam um trem para Nova York, mas Lola perde o dinheiro para os bilhetes e seu plano para infiltrar-se no concerto não funciona. Lola e Ella finalmente caminham pela cidade a fim de encontrar a festa pós-show de Stu e, quando chegam lá, Stu tropeça bêbado para fora do prédio e vai para um beco. As duas meninas o levam para um jantar para fazer ele ficar sóbrio, mas ele se altera e eles acabam em uma delegacia onde Lola dá endereço de Nova York de seu pai. Neste ponto a desonestidade de Lola se torna um problema, já que quando conheceu Ella, Lola tentou impressioná-la dizendo-lhe uma história dramática sobre seu pai ter morrido anos antes. Ella valoriza a honestidade, o que faz ela se enfurecer quando descobre que a história de Lola era uma mentira. Após o pai de Lola chegar e elas explicarem o que aconteceu, Stu por gratidão leva-os todos de volta para a festa onde Ella perdoa Lola por mentir e as duas meninas veem Carla, que também as vê e parece chateada. Lola tenta falar com Stu sobre o seu trabalho, mas fica desapontada ao descobrir que ele é um bêbado. De volta à escola, Carla humilha Lola negando que viu ela ou a amiga Ella na festa e chama Lola de mentirosa. Nenhum dos outros alunos acreditam na história de Lola sobre ser presa com Stu e ter deixado seu colar na casa dele.
Depois Lola vai para casa deprimida e recusa-se a atuar na peça, mas é estimulada por Ella e chega aos bastidores a tempo para impedir Carla de assumir o seu papel. Quando está prestes a entrar no palco sua mãe lhe deseja boa sorte e finalmente a chama pelo seu apelido, "Lola" e a interpretação modernista de “Pigmalião” acontece. Depois de um grande desempenho que traz uma ovação de pé, o elenco vai para um festa na casa de Carla onde Stu chega para ver Lola. Carla tenta salvar-se da humilhação dizendo que ele está lá para vê-la, mas é desmentida quando Stu da á Lola seu colar na frente de todos. As mentiras de Carla se tornam aparentes e ela se afasta da multidão a beira de lágrimas e cai em uma fonte, recebendo risos de todos e em um gesto conciliador, Lola a ajuda e Carla aceita a derrota. Depois de dançar com Stu, Lola dança com Sam e eles finalmente se beijam.

## Elenco

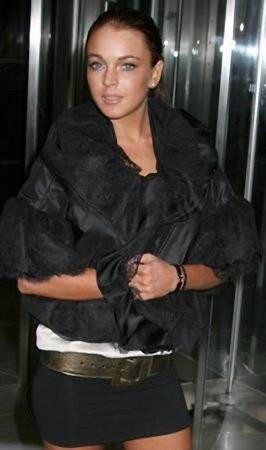
Lindsay Lohan deu vida a protagonista Lola

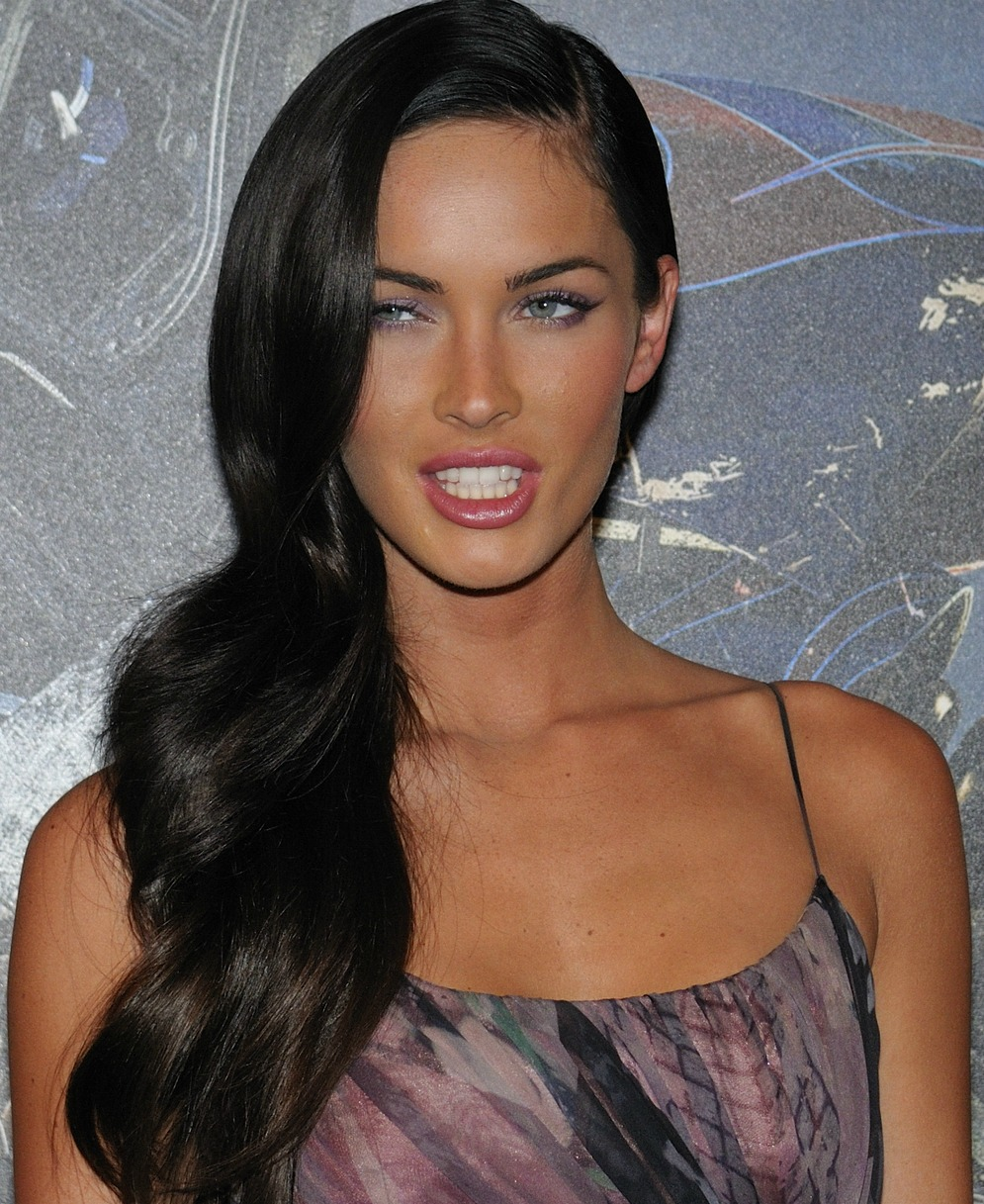
Megan Fox deu vida a vilã Carla Santini

| Ator/Atriz          | Personagem                |
| ------------------- | ------------------------- |
| Lindsay Lohan       | Lola / Mary Elizabeth Cep |
| Megan Fox           | Carla Santini             |
| Alison Pill         | Ella Gerard               |
| Glenne Headly       | Karen                     |
| Eli Marienthal      | Sam Durlenys              |
| Carol Kane          | Sra. Bagolli              |
| Adam Garcia         | Stu Wolf                  |
| Sheila McCarthy     | Sra. Gerard               |
| Ashley Leggat       | Marcia Lorer              |
| Tom McCamus         | Calum                     |
| Richard Fitzpatrick | Sr. Gerard                |
| Sheila Sealy-Smith  | Rose Baker                |
| Maggie Oskam        | Paige Codmerty            |
| Rachel Oskam        | Paulina Foster            |
| Adam MacDonald      | Steve Jensen              |

## Recepção
O filme recebeu, em sua maioria, críticas negativas. O site especializado Rotten Tomatoes deu ao filme 13% de aprovação, baseado em 91 comentários.

## Bilheteria
O filme arrecadou modestos 9,3 milhões de dólares em seu fim de semana de estreia (de 20 a 22 de fevereiro de 2004), ficando em segundo lugar nas bilheterias, atrás da comédia romântica Como se Fosse a Primeira Vez. Teve um bom desempenho nas bilheterias mundiais, arrecadando em seu total mais de 33 milhões de dólares.

## Informações
- O filme é é baseado no romance homônimo de Dyan Sheldon, lançado em 1999.

- As filmagens ocorreram principalmente em Compton, California.
- A personagem de Lohan, foi inicialmente oferecida a atriz Hilary Duff, que recusou o papel por conta de outras projetos.

## Trilha Sonora
A trilha sonora original do filme foi lançada em 17 de Fevereiro de 2004 pela gravadora Hollywood Records.